# 307-я стрелковая дивизия
307-я стрелковая Новозыбковская Краснознамённая орденов Суворова и Кутузова дивизия — воинское соединение Вооружённых Сил СССР в Великой Отечественной войне.

## История

### Формирование. Оборонительные бои
Дивизия сформирована в июле 1941 года в Московском военном округе в Ивановской области. Командир дивизии — полковник В. Г. Терентьев, начальник штаба — полковник А. И. Семёнов, военный комиссар дивизии — старший батальонный комиссар Ф. И. Олейник.
В действующей армии с 19 августа 1941 года по 9 мая 1945 года.
14 августа 1941 года на стадионе Динамо города Иваново состоялись проводы бойцов дивизии на фронт. 16—18 августа
1941 года части дивизии стали прибывать на станцию Новозыбков Брянской области. К 15:00 19.08.1941 на ст. Новозыбков (40 км ю.-з. Трубчевск) прибыло 3 эшелона 307-й сд, которые после разгрузки расположились в этом же районе. Она была включена в состав 50-й армии Брянского фронта.
Прорвавшиеся в стыке 13-й и 50-й армий крупные мототанковые части немцев 18.8.41 г. заняли район Мглин, Унеча, Стародуб, В. Гопаль. Создалась угроза полного окружения 13-й армии в районе Высокое, ст. Кисловка, Смоляничи, Стародуб, Унеча. В этой обстановке командующий Брянским фронтом генерал-лейтенант Ерёменко принял решение: выгрузившиеся части 307-й и 282-й сд выдвинуть на рубеж р. Десна на фронте разгранлинии армий для обеспечения сосредоточения прибывающих частей для 13-й и 3-й армии.
19 августа 1941 г. 307-я сд заканчивает выгрузку и занимает оборону: 1021-й сп — Погар, 1019-й сп — Кистер, 1023-й сп — занимает рубеж обороны Василевка, Евдоколье. Дивизия подчинена 4-му вдк.
22 августа 1941 года дивизия получила приказ переправиться через реку Десна и двигаться в сторону Погара с целью прикрыть отступающие части 13-й армии. Против 13-й армии (307 сд, 269 сд, 282 сд, 155 сд, 132 сд, 148 сд, 6 сд, 137 сд, 4 вдк, 4 кд, 52 кд, 21 кд, 55 кд, 50 тд, 108 тд, 141 тбр) действовали 258-я, 34-я пехотные дивизии, 3-я, 4-я и части 17-й танковой дивизии. Эти соединения 13-я армия сдерживала с большим трудом, тем более что противник глубоко вклинился на её правом фланге. Из всего состава армии только 307-я стрелковая дивизия и 282-я стрелковая дивизия были свежими и полнокомплектными, но не обстрелянными. Остальные соединения были сильно измотаны непрерывными боями, сдерживая натиск противника от самого Могилёва. Некоторые ещё не вышли из окружения или оказались в полосах других армий. Укомплектованность частей составляла не более 30 процентов.
22 августа в результате проведённой операции левое крыло фронта (13 А) завершило бой в районе Унеча, Стародуб и вывело части из окружения на восточный берег р. Судость. Части 13 армии после выхода из окружения закрепляются на рубеже Семцы, Баклань, Погар, Кистер, Семёновка.
23 августа 1941 года 13-я армия нанесла контрудар по наступающему противнику. Понеся ощутимые потери, враг был выбит из Почепа и отброшен на линию Красный Рог — Пьяный Рог. 307-я сд атаковала противника из района Дахнович, Мишковка в направлении на Стародуб и одним батальоном 1023-го сп в том же направлении из района Кистера. После кровопролитного боя части дивизии отошли на исходные рубежи и перешли к активной обороне.
26 августа 1941 года 307-я стрелковая дивизия участвует в контрударе советских войск в направлении на Стародуб. Парируя его, 47-й немецкий танковый корпус нанёс удар по правому флангу нашей группировки. В результате 13-я армия оказалась разрезанной на две части, а 307-я стрелковая дивизия и вошедшие в неё 155-я стрелковая дивизия и 386-й стрелковый полк оказались в окружении; с восточной стороны река Десна, а с западной и юго-западной река Судость.
Однако командующий Брянским фронтом генерал-лейтенант Ерёменко А. А. не смирился с этим и на следующий день подготовил контрудар в направлении Погар — Воронок по боевым порядкам танковой группировки противника, вклинившейся оборону фронта. Три дивизии 13-й армии, наносившие контрудар, вначале имели успех благодаря самоотверженности личного состава и авиационной поддержке, но превосходство врага было подавляющим, продвижение становилось все медленнее, затем застопорилось, после чего гитлеровцы, подтянув резервы, нанесли новый удар.
28 августа 1941 года 307-я стрелковая дивизия вступила во встречное сражение с частями 47-го танкового корпуса противника на рубеже реки Судость и, не выдержав удара врага, понеся значительные потери, начала беспорядочный отход за реку Десну. За неделю боёв (с 22.08 по 29.08.1941), дивизия уничтожила 6 танков и много другой техники. Противник потерял свыше 1200 солдат и офицеров убитыми и ранеными.
2 сентября 1941 года северо-западнее станции Знобь участвует в боях с немецкой 29-й моторизованной дивизией по ликвидации вражеского плацдарма на Десне и продолжает наступление от реки Чернь к железной дороге.
5 сентября 1941 года 307-я дивизия, наступая с реки Чернь прямо на запад, левым флангом вышла на линию железной дороги, а правым к лесу (0,5 километра восточнее станции Знобь). Затем перешла в наступление, освободила деревню Витемлю и двинулась в направлении Погар — Почеп. Однако под ударами противника дивизия вынуждена была с боями отойти в направлении Витемля — Трубчевск к восточному берегу реки Десна.
6—7 сентября 1941 года дивизия вместе с другими частями полностью очистила от врага восточный берег Десны и вела тяжёлые оборонительные бои на рубежах: Калиевка — Прокоповка — Бирин. 14 сентября 1941 г. в Уралово в командование дивизии вступил подполковник Г. С. Лазько, который сменил выбывшего по ранению В. Г. Терентьева. Военным комиссаром дивизии стал полковой комиссар Д. А. Зорин.
26 сентября 1941 г. держала оборону в районе Хильчичей. Утром в 6.30 27.09.41 повела наступление в направлении рощи «Крюк», оставив прикрытие со стороны Глазова. Артогнём перерезала дорогу противнику на Калиевку и Вовна.

### Бои в окружениях
На рассвете 30 сентября 1941 года немецкие соединения перешли в наступление на фронте Путивль-Ямполь-Шатрищи. В это время 307-я дивизия вела ожесточённые бои под Старой Гутой на северном берегу р. Бычиха, находясь в окружении.
К исходу 1 октября 1941 года противник захватил Севск полком мотопехоты с танками, Середина Буда и Комаричи. Глубоко разрезал фронт 13-й армии и группы Ермакова на стыке с 21-й армией, и прорывом танков в район Комаричи выходил на тылы и коммуникации 13-й армии. Создалась угроза охвата всего левого фланга фронта крупными мотомеханизированными частями противника.
В ходе Орловско-Брянской оборонительной операции (30 сентября — 23 октября 1941 года) 307-я стрелковая дивизия 1 октября 1941 года совместно с 132-й и 143-й дивизиями вела бои с наступающим противником, удерживая северный берег реки Бычиха. 2 октября 1941 года одним полком удерживала рубеж реки Олтарь и восточнее, остальными двумя полками вела бой в лесу северо-восточнее района Дмитровка, нанося удары по флангам прорвавшейся группы в общем направлении на Хутор-Михайловский (Дружба) — Локоть с севера.
В это время немецкие войска форсировали реку Десна в районе Новгород-Северского и по захваченному мосту повели наступление на Орёл, который был захвачен 3 октября. С утра 4 октября 307 сд (всего 1200 человек), приведя части в порядок после понесённых больших потерь в боях с танками противника, перешла в наступление на Голубовку. Успеха не имела и закрепилась на рубеже лес северо-запад п. Лесное, высота 156.2. Штаб дивизии расположился в лесу южнее д. Васильевка. К этому времени 13-я армия оказалась в полном окружении. 307-я стрелковая дивизия, прикрывая отступление 13-й армии, попала в окружение 5—6 октября 1941 года в районе п. Лесное. До 6 октября части 298-й и 307-й стрелковых дивизий защищали также село Чернацкое Середина-Будского района.
К вечеру 7 октября 1941 года была получена директива Генерального штаба. В ней предписывалось всем трём армиям Брянского фронта (3-й, 13-й и 50-й) пробиваться на восток за линию Ворошилово — Поныри — Льгов. Штаб 13-й армии в тяжелейших условиях разработал детальный план вывода войск из окружения. Главный удар в направлении Негино, Хомутовка предстояло нанести 132-й и 143-й стрелковым дивизиям, усиленным 141-й танковой бригадой. Правее, на Суземку, наступала 6-я стрелковая дивизия. Чтобы отвлечь внимание гитлеровцев от направления главного удара, наделать побольше шума и создать впечатление подготовки к атаке в другом направлении было придумано следующее: собрали тракторы и тягачи, использовавшиеся артиллеристами и службой тыла. Их сосредоточили компактной группой на опушке леса в стороне от главного удара, и перед атакой завели моторы. Поднялся такой гул, будто целая танковая часть готовилась к броску. Это отвлекло внимание противника от главного направления.
По этому плану 307-я стрелковая дивизия с 886-м стрелковым полком 298-й стрелковой дивизии прорывалась в направлении Степное — Хинель. В 2 часа ночи 9 октября 1941 года батальоны поднялись в атаку. Противник встретил их мощным огнём из всех видов оружия. Завязался кровопролитный бой. Немцы не выдержали стремительной атаки и в панике бежали, оставив Негино. 143-я и 132-я стрелковые дивизии к вечеру вышли в лес северо-западнее Севска. 307-я дивизия под командованием полковника Г. С. Лазько согласно приказу армии оставила оборонительный рубеж в районе Лесное, форсировала р. Знобовка, прорвала линию обороны противника и во взаимодействии с другими дивизиями осуществила выход из окружения, уничтожая противника на всем пути, протяжённостью 150 км. Только в районе Лесное ею было уничтожено до 2 тысяч солдат и офицеров и 15 танков противника.
После прорыва главных сил армии через Негино противник вновь захватил его. Не повезло 6-й и особенно 155-й стрелковым дивизиям. Немцы закрыли выход этим соединениям. 6-я стрелковая дивизия под командованием полковника М. Д. Гришина вырвалась из окружения в ночь на 10 октября. Арьергардная 155-я стрелковая дивизия полковника П. А. Александрова и 275-й инженерный батальон остались в тылу у врага. Они прорывались из окружения ночами, отдельными группами.
14 октября 1941 года, когда выходящие из окружения войска 13-й армии подошли к большаку Рыльск — Дмитриев-Льговский, гитлеровцы начали атаки с разных направлений. Армия вновь оказалась в кольце. Командующий армией Городнянский А. В. принял решение в ночь на 17 октября 1941 года ударом на Сковороднево, Нижнепесочное (на реке Свапа) пробиться на восток. Кольцо сжималось. Боеприпасы, продовольствие, горючее были на исходе. Командарм принял решение уничтожить машины и другое имущество, чтобы они не достались врагу. Это место около посёлка Красная Полоса теперь так и называется — «Горелые машины». Прорыв, как и предыдущий раз, был назначен на 2 часа ночи. 52-я кавалерийская дивизия обеспечивала переправу через Свапу у посёлка Нижнепесочное. 307-я стрелковая дивизия прикрывала войска армии с тыла. 18 октября немцы окружили части 307 сд, оборонявшие матчасть и транспорт 13 А в районе Красная Полоса, Подровное.
18 октября 13 армия прорвала фронт у Семёновки и, наступая в направлении Сковороднево, частью сил своих дивизий вышла в район Малахов, Вандарец, Беляево, Черначена. Из окружения вышли: 6 сд — 500 человек, 132 сд — 400, 143 сд — 600, 141 тбр — 300 человек, сохранив стрелковое вооружение и два 122-мм орудия. Во время боев при прорыве уничтожено до 100 немцев, до 300 машин противника, 8 ст. пулемётов, 60—70 орудий, 2 танка, много боеприпасов, горючего. Уничтожен штаб немецкой авиачасти.
Во время выхода из окружения командование 307-й дивизией принял на себя комиссар дивизии Д. А. Зорин, так как командир дивизии Лазько накануне был вызван в штаб армии, а возвратиться оттуда не смог и выходил из окружения вместе со штабом армии. Дивизия выходила последней у деревни Хомутовка, переправляясь через реку Свапу, под огнём наседавшего противника.
К 18—19 октября 1941 года, выходя из окружения по брянским лесам, 307-я дивизия потеряла 89,6 % личного состава. Остатки дивизии вышли из окружения, нанося удар в направлении Степное — Хинель, на левый берег реки Свапы без тяжёлого вооружения, автотранспорта и другого военного имущества. В ней насчитывалось всего 450 солдат и командиров. Отдельные группы бойцов ещё в течение 40 дней через леса и болота пробирались к своим.

Район окружения 13-й армии

Из воспоминаний ветерана дивизии С. С. Варчука о переходе через брянский лес:

Отступая с боями через брянские леса, мы были свидетелями расправы немецко-фашистских войск над мирным населением. Это был тяжёлый период для нас; отступая в октябре, ноябре и декабре 1941 года на подножном корму, где шли проливные дожди, мокрый снег, метель, холодные морозные дни. В конце ноября — начале декабря месяца остатки частей вышли в Курскую область в тылы Красной Армии. Из личного состава 155-й, 307-й стрелковых дивизий и 386-го стрелкового полка в живых осталось менее трети солдат.

Выход из окружения 13-й армии (6 сд, 132 сд, 143 сд, 307 сд, 298 сд, 155 сд, 121 сд, 141 тбр, 55 кд) и других соединений Брянского фронта позволил Ставке восстанавливать фронт с затратой меньших сил из резерва и с других участков фронта.
| № окружения | Дата окружения      | Район окружения            | Выход из окружения                                   | Период окружения        | Число дней |
| ----------- | ------------------- | -------------------------- | ---------------------------------------------------- | ----------------------- | ---------- |
| 1.          | 26 августа 1941 г.  | г. Стародуб, р. Десна.     | 28 августа 1941 г. через р. Десна.                   | 26—28 августа 1941 г.   | 2 дня      |
| 2.          | 26 сентября 1941 г. | с. Старая Гута.            | 1 октября 1941 г. разблокирована по р. Бычиха.       | 26.09—01.10.1941 г.     | 5 дней     |
| 3.          | 5—6 октября 1941 г. | п. Лесное.                 | 9 октября 1941 г. в районе Степное, Хинель.          | 5—9 октября 1941 г.     | 4 дня.     |
| 4.          | 14 октября 1941 г.  | Красная Полоса, Подровное. | 18—19 октября 1941 г. у д. Хомутовка через р. Свапа. | 14 — 19 октября 1941 г. | 5 дней.    |

На 24 октября 1941 года дивизия занимает позиции в районе Шемякино 2-е, в этот же день получила приказ передислоцироваться на восток на реку Неполка в район Апальково — Пойменово. Тылы дивизии расположились за рекой Тускарь. Штаб дивизии находился в Пойменово. В течение 24—28 октября 1941 года дивизия ведёт бои в районе станции Шатилово против немецкого 35-го армейского корпуса.
27 октября 1941 г. дивизия получает боевое распоряжение № 03 ШТАРМ 13 отходить далее на восток. В нём в частности говорится: «2. 307 сд к исходу 28.10.41 отойти на рубеж Курско-Ольховатка, Романовка. Штадив разместить Верх. Ольховатое. В 8:00 29.10.41 выступить из занимаемого района и к исходу дня отойти на рубеж Алексеевка, Стаканово, Бутырки. Штарм разместить — Исаково.» Части дивизии занимают населённые пункты Масловка, Кривцовка, Лавровка, Юдинка, Дубровка.
На 1 ноября 1941 года дивизия защищает Елецкое направление. До 5 ноября 1941 г. части дивизии совершали марш (св. 300 км) прежде чем прибыть в Измалково под г. Елец. В ночь на 7 ноября 1941 г. была переброшена из Измалково на ст. Верховье. В состав дивизии были включены 786-й сп (400 чел) и остатки вышедших из окружения подразделений 155-й сд.

### Контрнаступление под Москвой
В декабре 1941 года принимает участие в контрударе под Ельцом, действуя в составе фронтовой конно-механизированной группы (132 сд, 307 сд, 55 кд, 150-я танковая бригада) генерала Ф. Я. Костенко северо-восточнее Ельца. 4 декабря 1941 года перешла в наступление без особого успеха и в 21.00 ей пришлось оставить Елец.
5 декабря 1941 года в 7 часов утра 307-я дивизия полковника Г. С. Лазько нанесла удар на Хмеленец. Эти действия носили предварительный и отвлекающий характер. Дивизия занимала оборону на рубеже Рогатого, Аргамачи, северо-восточнее г. Ельца.
6 декабря 1941 года часть танков 150-й танковой бригады проникла в центральную часть Ельца, а 307-я стрелковая дивизия достигла окраин Пищулино и завязала бой за этот населённый пункт. Ей ставилась задача во взаимодействии с соседними дивизиями овладеть Рогатово, Пищулино, Казаки, Мягкое, стремясь охватить Елецкую группировку противника с севера. В бою за Рогатово был ранен начальник штаба дивизии полковник А. И. Семёнов, начальником штаба был назначен начальник оперативного отделения, майор А. А. Поляк.
7 декабря 1941 года отражает контратаки противника севернее Ельца, ведёт тяжёлые встречные бои, населённые пункты в полосе действия дивизии переходили из рук в руки. Наконец, 7 декабря 1941 года дивизия перешла в наступление и освободила Рогатово и Пищулино. 8 декабря 1941 года перерезала шоссе Елец — Ефремов в 1 километре юго-западнее Телегино, затем преследует отступающего врага и формирует фронт окружения.
9 декабря 1941 года дивизия участвовала в освобождении Ельца, атакуя врага с тыла с севера. Дивизия очистила от немцев Рогатово, Пищулино и Мягкое. В связи с потерей города Гудериан докладывал:

9 декабря противник, развивая успех в районе Ливны, где действовала 2-я немецкая армия, окружил части 95-й пехотной дивизии. В полосе действий моей армии 47-й танковый корпус отходил на юго-запад; 24-й танковый корпус отбивал атаки русских, предпринимавшиеся ими из Тулы.

10 декабря 1941 года докладывал генерал-полковник Гальдер начальник штаба сухопутных войск:

«Группа армий „Центр“»: Противник усиливает нажим на 2-ю армию (где совершён прорыв силами одной кавалерийской дивизии) и на восточный участок фронта 2-й танковой армии. Без сомнения, противник подбросил на этот участок свежие силы. Эти войска прибыли по железной дороге Воронеж-Рязань. Всего на этот участок переброшено не менее четырёх дивизий. Часть из них была снята с фронта 6-й армии, а часть представляла собой, вероятно, вновь сформированные соединения.

10 декабря 1941 года дивизия получила приказ, в котором указывалось: «307-й стрелковой дивизии и 150-й танковой бригаде наступать в направлении Сергеевка, Измалково и к исходу дня 11 декабря овладеть рубежом Мокрые Семенки, Измалково, встав на пути отхода противника».
10 декабря 1941 года конно-механизированная группа генерала Костенко вышла на тылы всей елецкой группировки противника и перерезала её коммуникации, проходившие по шоссейной дороге Ливны — Елец.
К вечеру 12 декабря 1941 года фронтовая конно-механизированная группа вышла к железной дороге Елец — Орёл в районе станции Верховье. Это ставило под угрозу главные коммуникации немецкой 2-й полевой армии, и она ускорила отход.
Развивая наступление, 11 декабря 1941 года 307-я стрелковая дивизия и вместе с ней 150-я танковая бригада ведут бои за Измалково. 13 декабря Измалково было освобождено. Вместе с другими частями 307-я дивизия разгромила остатки окружённых 143-й и 45-й пехотных дивизий врага. В конце операции вышла на реку Тим.
16 декабря 1941 года участие дивизии в операции по разгрому елецкой группировки противника было завершено. 307-я дивизия вместе с другими частями 13-й армии способствовала выполнению общего плана контрнаступления под Москвой.
С 15 декабря 1941 года по 25 декабря 1941 года дивизия вела ожесточённые бои за освобождение от врага Русского Брода (20.12.1941 г.) и всего Русско-Бродского района. Её полки освободили также села Телегино и Мягкая.
К 27 декабря дивизия вышла на рубеж Вышн. Туровец — Вязоватое — Ворово.
28 декабря 1941 года части 57-й бригады войск НКВД и 307-й стрелковой дивизии освободили в Орловской области центр района город Новосиль и село Спасское-Лутовиново — поместье Тургенева и железнодорожный узел Верховье.
За 19 дней наступательных боев под Москвой 307 сд продвинулась на запад на 120 км, освободив от врага около 200 населённых пунктов. По итогам операции 137 бойцов и командиров дивизии были представлены к государственным наградам.

### Ливенский щит
С 10 января 1942 г. согласно приказу по армии дивизия, находясь на рубеже Николаевка — Выш. Туровец — Ворово, перешла к жесткой обороне. Одновременно оборудовался второй оборонительный рубеж на линии Синковец — Троицкое — Лимово — Юдинка. В то же время вела активную оборону, отражая наступление немецко-фашистских войск до 30 апреля. После этих оборонительных боев дивизия была переброшена на рубеж Коротыш Ливенского района.
В течение 1942 года дивизия ведёт бои в районе города Ливны. На 17 марта 1942 года держала оборону у деревни Липовое Орловской области. С 28 июня по 7 июля 1942 года дивизия успешно отражает наступление частей 55-го немецкого армейского корпуса на Воронеж (операция «Blau»). 28 июня 1942 года противнику удалось прорвать оборону соседней 15-й стрелковой дивизии генерал-майора А. Н. Слышкина и продвинуться на 10—12 километров южнее Ливен. 29 июня 1942 года особое упорство при защите города проявили воины 148-й и 307-й стрелковых дивизий полковника А. А. Мищенко и генерал-майора Г. С. Лазько, а также 129-й отдельной танковой бригады полковника Ф. Г. Аникушкина. Продвижение противника на Ливны было остановлено. Бои продолжались до конца июля 1942 года. 27—31 июля 1942 г. части дивизии держали оборону у железнодорожного разъезда Ростани Никольского района Орловской области на рубеже сёл Речица — Коротыш.
13-я армия была несколько потеснена, но на её участке немцам так и не удалось прорвать оборону. Войска 13-й армии генерал-майора Н. П. Пухова перешли к активной обороне и удерживали занимаемые позиции на рубеже Коротыш — Жерновка — Екатериновка до начала 1943 года. До этого времени Ливны оставались прифронтовым городом. Впоследствии город пришлось оставить, но обескровленных гитлеровцев остановили под Ельцом, и уже через месяц Ливны были отбиты. «Ливенский Щит» выдержал.
Генерал армии М. И. Казаков, в то время начальник штаба Брянского фронта, отмечал:

Прежде всего, должен выразить свою признательность солдатам, младшим командирам и офицерам 15, 132, 143, 148, 307-й стрелковых дивизий, 106-й и 109-й отдельных стрелковых бригад, 129-й отдельной танковой бригады. Эти соединения исключительно упорно защищали каждый метр своих позиций, каждую высоту, каждый населённый пункт.

### Воронежско-Касторненская наступательная операция
В начале 1943 года дивизия участвует в Воронежско-Касторненской наступательной операции. В 13 часов 24 января 1943 года усиленный батальон 307-й стрелковой дивизии провёл разведку боем на стыке 383-й и 82-й пехотных дивизий противника в направлении на Волово. С 26 января 1943 года после артиллерийской подготовки дивизия наступает в полосе 13-й армии на острие ударной группировки с севера на Касторное. 307-я стрелковая дивизия с приданной ей 118-й танковой бригадой подполковника Л. К. Брегвадзе осуществила прорыв, в который немедленно устремились резервы — лыжный батальон дивизии, танки и мотострелковый батальон бригады. Наступать по расчищенному гитлеровцами большаку на Волово было значительно легче. Из-за сложных погодных условий к Волово вовремя подойти не удалось. Утром погода улучшилась, но этим раньше воспользовался враг — самолёты противника внезапно нанесли по группе удар. 82-я и 383-я пехотные дивизии противника упорно сопротивлялись перед Воловом, стремясь обеспечить отход воронежской группировки. Тогда 129-я танковая бригада полковника Н. В. Петрушина развернулась в обход Волово с флангов и совместно с 4-м армейским лыжным отрядом попыталась овладеть селом. Танкисты и лыжники, несмотря на упорное сопротивление противника, выполнили приказ. К 12 часам дня 27 января 1943 года совместно с подошедшей 307-й стрелковой дивизией они очистили Волово. Путь на Касторное был открыт.
28 января 1943 года дивизия левым флангом прорвалась в Касторное с северо-западного направления, а правым захватила Щигры. Командующий 13-й армией г-л Н. П. Пухов пишет: «Особенно ожесточённый бой завязался на станции Касторная. Бой шёл и на перроне вокзала и на железнодорожных путях. Многие составы горели. Гитлеровские солдаты, переполнявшие поезда, готовые к отправке на запад, открыли сильный огонь прямо из вагонов. Один эшелон попытался было уйти со станции, но это ему не удалось.»
Из воспоминаний ветерана 307-й стрелковой дивизии Ф. Е. Самочеляева:

Подступы и сама станция Касторное была усеяна трупами немцев. Её накрыли наши «катюши» термитными снарядами. Трупы немцев обгорели настолько, что представляли собой обгорелые головешки. При прикосновении они рассыпались в золу.

В Касторном у немцев скопилось несколько эшелонов техники в расчёте на наступление. Все они стали богатыми трофеями. Было захвачено до семи тысяч автомашин и свыше восьмисот вагонов со всякого рода военным имуществом.
В деревне Куликовка дивизия оставила стрелковую роту, и части отступавшего противника её заблокировали. 28 января командир дивизии Лазько дал команду двинуть на Куликовку танковый батальон из резерва. Танки прорвали оборону противника, и рота была спасена.
За пять дней наступления войска Брянского и Воронежского фронтов взломали сильную оборону противника и завершили окружение десяти вражеских дивизий. В итоге Воронежско-Касторненской операции юго-восточнее Касторного были окружены семь немецких и две венгерские дивизии. Сокрушительные потери на воронежской земле понесли и итальянские части, входившие в альпийский корпус. Ещё 18 января 1943 года в районе деревни Алексеевки четыре итальянские дивизии попали в окружение. Советские войска продвинулись на запад до 240 километров. Они освободили большую часть Воронежской и Курской областей, в том числе Воронеж, Касторное, Старый Оскол, Тим, Обоянь и много других крупных населённых пунктов.
Из заметок известного писателя и корреспондента газеты «Красная звезда» Ильи Эренбурга, вступившего в Касторное с нашими войсками:

Почему Гитлер не объявил «дня траура» по своей второй армии? Её судьба ненамного лучше судьбы шестой немецкой армии. В Сталинграде немцы пережили первое окружение, в Касторном — второе.

За время этих боев с 26.01.1943 по 29.01.1943 г. 307-й дивизией во взаимодействии с другими соединениями почти полностью были разгромлены 383-я и 82-я пехотные дивизии противника. Было убито св. 9 тыс., взято в плен 5 тыс. солдат и офицеров противника. В наступательных боях с 26 по 31 января 1943 г. сама 307-я стрелковая дивизия уничтожила 1750 немецких солдат и офицеров и 4766 взяла в плен. Было захвачено большое количество военной техники и имущества. За успешное проведение Воронежско-Касторненской операции командир дивизии полковник Г. С. Лазько был награждён орденом Боевого Красного Знамени.

### Курская битва
От Касторное в конце января 1943 г. дивизия совершает переход в район ст. Поныри Курской обл., где ведёт бои за овладение пунктами Александровка, Нов. Хутор, Весёлый Бережок. После их взятия дивизии поставлена задача не допустить прорыва противника в южном направлении вдоль железной дороги Орёл-Курск.
Перед Курской битвой уже в марте—апреле 1943 в составе 13-й армии занимала оборону во втором эшелоне в районе станции Поныри, стратегически важного железнодорожного узла. 27-го июня 1943 г. командир дивизии генерал-майор Г. С. Лазько получил назначение в корпус, а на его место прибыл генерал-майор Михаил Александрович Еншин.
13-я армия Центрального фронта на Курской Дуге занимала фронт 32 километра. 15СД — 9 километров, 81СД — 10 километров, за ними на расстоянии 8 километров 6ГвСД — 14 километров и 307СД — 10 километров, 148СД — 7 километров, 8СД— 6 километров. За ними на расстоянии 6 километров 74СД — 14 километров.
307 дивизия занимала оборону в полосе: высота западнее Никольского — совхоз 1-е Мая, районный центр Поныри — высота восточнее Поныри-1.
Оценивая возможные действия противника, командующий Центральным фронтом К. К. Рокоссовский отмечал:
«Наиболее выгодным для наступления противника являлось орловско-курское направление, и главный удар на юг и юго-восток нужно было ожидать именно здесь… А раз немцы ставят перед собой такую задачу, то и будут наносить удар на Ольховатку».
Ещё в мае 1943 года гитлеровцы в плане подготовки к операции в районе Курска усилили бомбардировки города и железнодорожной магистрали Курск-Касторное-Воронеж. Наиболее массированным был налёт 2 июня 1943 года, дневной, пятью эшелонами с разных направлений, продолжавшийся с 4.39 до 14.50. Это был один из наиболее крупных налётов за всё время Великой Отечественной войны: в нём участвовало 543 самолёта (бомбардировщиков — 424, истребителей — 119). Эти воздушные атаки Курского выступа говорили о серьёзных последующих намерениях гитлеровского верховного командования.
Поныревский узел, перехватывавший железную дорогу Орёл — Курск, был крайне выгоден для наших войск. Опираясь на него, они угрожали соединениям противника и на ольховатском и на малоархангельском направлениях. С фронта узел опоясывался управляемыми и неуправляемыми минными полями, здесь же было установлено значительное количество авиабомб, приспособленных как мины натяжного действия. Сплошные ряды проволочных заграждений опоясывали подступы к траншеям. На танкоопасных направлениях были сооружены противотанковые надолбы. Большая роль отводилась зарытым в землю танкам и противотанковой артиллерии. В полосе обороны дивизии заняли огневые позиции 380 орудий и миномётов. Никогда ещё стрелковая дивизия в оборонительном бою не прикрывалась таким мощным артиллерийским щитом, какой создало тут командование Центрального фронта. В распоряжении оборонявшейся здесь 307-й стрелковой дивизии генерала М. А. Еншина находился приданный армейский подвижный отряд заграждения.
5 июля 1943 года в 4-30 немецкая 9-я полевая армия (13 дивизий) под командованием генерал-полковника Моделя, нацеленная для наступления на Курск со стороны Орла, на фронте Красная Слободка — Измайлово начала артподготовку. В 5-10 в воздухе появились большие группы немецких бомбардировщиков. Пользуясь сильным прикрытием своих истребителей, немецкие бомбардировщики ударили по боевым порядкам советских войск. В 5-30 пехота и танки на всём 50-километровом фронте от Красной Слободки до Измайлова перешли в атаку. В атаке участвовали 9 дивизий, в том числе 2 танковые, а также все дивизионы штурмовых орудий (280 единиц) и отдельный батальон тяжёлых танков. Их действия сопровождались массированными ударами авиации. Направление удара Моделя осуществлялось шестью колоннами. 1, 2, 3 «веерные» колонны гитлеровцев — это правое крыло, 5 и 6 «вейерные» колонны —левое крыло наступавших войск противника от хутора Весёлый Бережок. 4-я колонна — центр была нацелена на Ольховатку. Главный удар наносился на Ольховатку, вспомогательные — на Малоархангельск и Гнилец крупными силами пехоты при поддержке 500 танков и штурмовых орудий. Одновременно с наступлением «вейерных» колонн гитлеровцы вели фронтальное наступление, «в лоб», на 45-километровом участке Северного фаса дуги.
Их действия сопровождались массированными ударами авиации. Развернулось ожесточённое сражение.
5 июля 1943 года пятая колонна устремилась через северную часть села 1-е Поныри направляя удар в сторону станции Поныри, где находилась 307-я стрелковая дивизия. Ценой больших потерь к 19:00 противнику удалось достичь рубежа 1-е Поныри.
6 июля 1943 года не добившись успеха на ольховатском направлении, немецкое командование решило сосредоточить усилия на поныревском направлении и ударом из района Малоархангельск, Бузулук смять правый фланг 13-й армии. Против поныревского узла противник бросил до 170 танков и пехоту 86-й и 292-й дивизий. Поддержанные авиацией, эти силы прорвали оборону 81-й стрелковой дивизии на рубеже Семёновка, Бузулук, 1-е Поныри и быстро распространились в южном направлении. Противнику удалось выйти ко второй полосе обороны на участке 307-й стрелковой дивизии.
6 июля 1943 года дивизия отбила 3 атаки противника. Немецкая 9-я танковая дивизия была брошена в прорыв, образовавшийся в советской обороне между хуторами Степь и Ржавец. Она наступала в районе 1-х и 2-х Понырей. В бой за поныревский узел обороны противник бросил также части 18-й танковой, 86, 292 и 78-й пехотных дивизий. Удар наносился одновременно с трёх направлений — с севера, востока и запада. С утра в первых двух атаках участвовало до 150 танков. Во второй половине дня в третьей атаке участвовало до 170 немецких танков. 16 из них прорвались в Баженово.
7 июля 1943 года с утра гитлеровское командование вводит в сражение свежую 18-ю танковую дивизию, которая наносит удар на Поныри. «Здесь разгорелась одна из самых жестоких битв за время восточного похода», — пишет офицер 292-й немецкой пехотной дивизии Ниц. В 15:30 над полем боя появилось большое количество немецкой авиации, а затем вражеские войска силами трёх пехотных (292 пд, 86 пд, 78 пд) и двух танковых (18 тд, 9 тд) дивизий перешли в активное наступление на участке 307-й дивизии. Сюда противник бросил до 150 танков. В ночь с 6 на 7 июля 1943 года дивизия была поддержана весьма серьёзными средствами усиления (5-я артиллерийская дивизия прорыва, 13-я истребительно-противотанковая артиллерийская бригада, 11-я миномётная бригада, 22-я гвардейская миномётная бригада реактивной артиллерии, части 3-го танкового корпуса, 129-я танковая бригада, 27-й гвардейский танковый полк, 1-я гвардейская инженерная бригада). 307-я дивизия отразила 5 атак противника, поддержанных большим количеством танков. Уже 5 часов длился бой, доходивший до рукопашных схваток. Северная окраина Понырей несколько раз переходила из рук в руки. Натиск танков врага отбивали артиллеристы 540-го легко-артиллерийского полка полковника М. И. Соболева. В контратаках участвовали два батальона 1023-го полка и 129-я танковая бригада. В 19:00 противник снова бросил в бой ещё два полка пехоты и 60 танков. Он решил любой ценой прорваться через поныревский узел обороны. Изнурённые непрерывными 14-часовыми боями, части 307-й стрелковой дивизии отошли на рубеж южнее Баженова, южная половина Понырей. Здесь противник был остановлен. Ему удалось продвинуться всего лишь на 2—3 км.
Офицер Вермахта Хаупт Вернер даёт такую оценку действиям бойцов 307 дивизии 7 июля 1943 года: «Левому флангу 47-го танкового корпуса, действовавшего на направлении главного удара, продвинуться дальше не удалось, хотя к этому времени прибыла 18-я танковая дивизия генерал-майора фон Шляйбена и выдвинулась в район западнее Понырей справа от 292-й пехотной дивизии, чтобы предпринять атаку вдоль речки Снова в южном направлении.
Но именно здесь стояла храбрая советская 307-я стрелковая дивизия».
8 июля 1943 года после перегруппировки, дивизия вновь отбила первоначальные позиции. Немцы силою до 80 танков несколько раз снова атаковали этот населённый пункт. Им удалось снова захватить посёлок 1-е Мая и западную окраину Понырей. Однако 307-я стрелковая дивизия совместно с 51-й и 103-й танковыми бригадами 3-го танкового корпуса, артиллерией и сапёрами каждый раз отбрасывала противника в исходное положение. Сражение происходило на рубеже Баженово — 1-е Мая — Поныри до вечера.
9 июля 1943 года гитлеровцы предприняли последнюю попытку прорваться вдоль железной дороги. Введённая ими в сражение танковая дивизия атаковала п. 1-е Мая и двадцатью танками достигла северной части Понырей. Однако вскоре в результате контратаки танковых бригад 3 тк и второго эшелона 307-й дивизии к исходу дня снова была отброшена в исходное положение.
В ночь с 9 на 10 июля 1943 года из 18 немецких танков, попавших в артиллерийскую засаду 9 июля под Понырями и оставшихся на поле боя, нашими ремонтниками было эвакуировано 6, оказавшихся исправными и просто брошенными экипажами. Эти машины были направлены на пополнение матчасти 19-го танкового корпуса.
Ожесточённые бои за станцию продолжились и после 10 июля 1943 года. 10 июля дивизия полностью очистила от противника населённые пункты 1-е Мая и Поныри. В 14:30 отразила контратаку противника с 20 танками из района свх. Поныровский. За день было уничтожено до 300 немцев и подбито 5 танков типа Т-VI. Дивизия оставалась на рубеже Баженово — 1-е Мая — Поныри.
11 июля противник пытался атаковать части 18 гв ск и 3 ск в районе Понырей. Все атаки были отбиты с большими для него потерями.
12—13 июля 1943 года немцы предприняли операцию по эвакуации с поля боя своих подбитых танков. Эвакуацию прикрывал 654-й дивизион штурмовых орудий «Фердинанд». Операция не удалась, на поле боя осталось ещё 5 «Фердинандов» с повреждённой минами и артогнём ходовой частью.
13 июля 307 дивизия укрепляла занимаемые позиции, вела разведку и отражала на некоторых участках атаки небольших групп пехоты и танков противника.
К концу боёв в ротах дивизии осталось по 5—10 активных штыков.
Командир 307-й стрелковой дивизии генерал-майор М. А. Еншин, вспоминая о боях тех дней, рассказывал:

Самоотверженность солдат и офицеров, их упорство и стойкость в бою, отличный артогонь, бесстрашие артиллеристов, стрелявших по врагу прямой наводкой, смелые действия бронебойщиков обеспечили успех второго дня боя. Фашисты были остановлены… Особенно большой эффект дали минные поля в районе Понырей: на них ещё при первой атаке подорвались десятки вражеских танков.

Для немецкой стороны Поныри имели большое значение. Немецкий историк П. Карель вот что пишет об этом:

…Если бы Поныри были взяты, можно было бы развернуться на Ольховатку…

Гитлеровцы рвались на Курск по наикратчайшему пути. Это подтверждает Н. К. Попель:

…Главный удар он (противник) наносил на ольховатском направлении, пытаясь прорваться к Курску по кратчайшему пути…

Только за 5 дней непрерывных боёв бойцы 307-й дивизии отразили 32 массированные атаки танков и пехоты противника. В боях в районе станции враг потерял 11 тысяч солдат убитыми и ранеными, более 220 сожжённых и повреждённых танков, много другой боевой техники.

### Хоженым путём на запад
15 июля 1943 года дивизия перешла в наступление в направлении на Кромы. Участвовала в ликвидации плацдарма, образованного немцами под Орлом. Затем, в ходе Кромско-Орловской операции, успешно форсировала реку Неруса, южнее города Локоть. 28 июля 1943 г. 307 сд ведёт наступление в излучине реки Чернь совместно с 15 сд, 55 сд, 175 сл и 81 сд против 9 А противника.
21 августа 1943 г. 1019 полк 307 сд вёл бой против частей немецкой 45 пд у деревни Гречнево.
16 сентября 1943 г. дивизия успешно форсирует р. Десна. Несколько дней ведёт упорные бои с контратакующим противником за расширение плацдарма на западном берегу р. Десна. И на рассвете 18.09.1943 г. — решительный штурм и прорыв обороны противника на всю его глубину. Преследуя противника, дивизия ломает особо упорное сопротивление врага на ряде рубежей. Затем овладевает райцентром Понуровка и способствует освобождению г. Новгород-Северский. За эту операцию командир дивизии г-м Еншин был награждён орденом Суворова. Вместе с другими частями освобождает Климовский район Брянской области.
24 сентября 1943 года 307-я стрелковая дивизия освободила село Чернооково Климовского района Брянской области и, овладев городом Унеча, содействовала освобождению городов Сураж и Клинцы. Затем форсировала реку Ипуть, вышла к реке Сож.
25 сентября 1943 года 307-я и 399-й стрелковые дивизии генералов М. А. Еншина и полковника Д. В. Казакевича 48-й армии Центрального фронта освободили город Новозыбков и получили почётное наименование Новозыбковских.
28 сентября 1943 года части 307-й стрелковой дивизии, 1-го танкового и 2-го гвардейского кавалерийского корпусов овладели городом Ветка. В ночь на 10 октября 1943 г дивизия, значительно пополненная за счёт жителей Новозыбкова и района, форсировала р. Сож, в районе ст. Ветка, где в течение 10 дней вела кровопролитные бои за расширение плацдарма на западном берегу реки. В течение пяти суток сапёры дивизии обеспечивали переправу наших частей. За эти дни сапёры 580-го батальона построили четыре штурмовых моста, четыре трёхтонных парома и один восемнадцатитонный. На них были переправлены три дивизии на плацдарм.

### Освобождение Белоруссии
3 ноября 1943 г. дивизия форсировала реку Днепр и приняла участие в Гомельско-Речицкой операции, в ходе которой вышла на подступы к Бобруйску.
В начале января 1944 года дивизия находилась под городом Жлобин. Один из полков оборонял участок хутора Углы и деревню Углы. Два других полка, находились во втором эшелоне 29-го стрелкового корпуса, подготавливали вторую полосу обороны на рубеже Доброгоща, Забродье (оба пункта находились в 9—12 километров северо-восточнее Шацилки). 11 января 1944 года 307-я стрелковая дивизия получила приказ сдать свою полосу обороны, и совершив небольшой марш, после смены войск, быть готовой перейти в наступление на участке Пробуждение — Росова. Ночью 12 января 1944 года части дивизии передали свои участки частям 25-го стрелкового корпуса, и к утру 12 января 1944 года сосредоточились в районе Забродье.
К 5 часам 13 января 1944 года назначенные от каждого полка батальоны закончили смену частей 399-й стрелковой дивизии на фронте от реки Березина севернее Шацилки. В полосе предстоявшего наступления 307-й дивизии находились два полка 253-й пехотной дивизии немцев и резервы из состава 16-й танковой дивизии, находившиеся в Чирковичи, южнее Мольча и Заклетное. В направлении предстоявшего наступления 307-й дивизии местность была лесисто-болотистая. Вследствие оттепели и дождей к началу наступления реки и болота вскрылись, дороги испортились. Передвижение артиллерии и автотранспорта вне дорог стало невозможным. Погодные условия затрудняли манёвр частей дивизии и почти исключали возможность применения танков.
16 января 1944 года дивизия начинает наступление в районе г. Жлобин в направлении на Росово и Заклётное, действуя на вспомогательном направлении наступления 29-го стрелкового корпуса. Ей удалось немного продвинуться вдоль правого берега реки Березина в направлении Чирковичи — Бобруйск. Прорвать оборону противника так и не удалось.
17 января 1944 года в 7 часов после короткой артподготовки части дивизии возобновили наступление. Атака 1021-го и 1023-го полков, как и в первый день, не была успешной. Только к вечеру подразделениям 1019-го полка удалось захватить Росово. Это продвижение 1019-го полка и наступавших левее его соседних частей создавало угрозу окружения немцев в районе станции Шацилки-Рудня.
18 января 1944 года в 9 часов, после артподготовки, 1023-й и 1019-й полки снова пошли в атаку. 1023-й полк пытался своим правофланговым батальоном выбить немцев с южной окраины посёлка ст. Шацилки. Был встречен огнём вражеских пулемётов и танков, зарытых в землю. Атака успеха не имела. С 11 часов 30 минут немцы неоднократными контратаками пехоты и танков пытались выйти на южную окраину Росово. В контратаках участвовало до батальона пехоты с двумя танками и тремя штурмовыми орудиями. Все контратаки были отбиты.
Утром 19 января 1944 года противник после сильного огневого налёта артиллерии и миномётов по южной части Росово вновь перешёл в контратаку силами свежего батальона пехоты. Его поддерживали 12 танков и штурмовых орудий. Совместными усилиями 1019-го и 409-го полка 137-й сд и лыжного батальона дальнейшее продвижение немцев на этом направлении было остановлено. К концу дня части 307 сд прочно закрепились на южной окраине Росова и в 500 метрах западнее этого населённого пункта.
В феврале 1944 года дивизия снова ведёт тяжёлые наступательные бои в Гомельской области в районе Шацилки. Были освобождены населённые пункты Мольча, Островчицы, Ракшин, Чирковичи. После чего была отведена во второй эшелон, и переброшена на могилёвское направление.
В ходе Белорусской операции, участвовала в окружении Могилёва, форсировала Березину вышла к 28 июня 1944 года на дальние подступы к Минску, участвовала в разгроме окружённого противника юго-восточнее и южнее Минска. После перегруппировки в район южнее Лиды, наступала на запад, южнее Гродно.
В июле 1944 года 307 сд в составе 69 ск 2-го Белорусского фронта участвует в операции по прорыву сильно укреплённых позиций противника на рубеже реки Неман в районе г. Гожа. Переправа дивизии была организована плохо. Не была прикрыта с воздуха, и противник её разбомбил.

### Освобождение Польши
22 июля 1944 г. дивизия перешла государственную границу и начала бои за освобождение Польши от немецких оккупантов. Войдя в 81 СК, вела наступательные бои в ходе которых овладела населёнными пунктами на р. Бебжа.
4 августа 1944 г. 307 стрелковая дивизия в составе 50-й армии двумя полками вела бой за расширение плацдарма на западном берегу Августовского канала восточнее Пекутово. 5 августа 50 армия в 9.00 перешла в наступление, овладела опорными пунктами Жилины (16 километров сев-восточнее Августу), Пекутово и продолжала вести бои за расширение плацдармов на западном берегу Августовского канала.
6 августа 1944 г. части 50 армии, занимавшие плацдармы на западном берегу Августовского канала южнее города Августув, по приказу командования отошли на восточный берег реки Нэтта. 10 августа 1944 г. Часть сил центра 2 Белорусского фронта вела наступательные бои в общем направлении на Осовец и, отбивая ожесточённые контратаки противника, продвинулась на 2—5 километров.
14 августа 1944 года 307 сд вместе с другими соединениями 2 Белорусского фронта штурмом захватила крепость Осовец на реке Бебжа (Бобр). При штурме крепости немцы применили против советских войск отравляющие газы. Бойцы, первыми открывшие ворота крепости, получили отравления. За взятие крепости Осовец 307-я дивизия была отмечена в приказе Верховного Главнокомандующего № 166. Указом Президиума Верховного Совета СССР от 1 сентября 1944 года За образцовое выполнение заданий командования в боях с немецкими захватчиками, за овладение городом и крепостью Осовец и проявленные при этом доблесть и мужество дивизия награждена Орденом Суворова II степени.
За лето 1944 года дивизия с боями прошла 150 километров, освободила 523 населённых пункта, уничтожила 11 тысяч солдат и офицеров противника, 461 захватила в плен.
В ходе Млавско-Эльбингской операции 307-я дивизия наступает на направлении вспомогательного удара, в районе Стависки. 23 января 1945 года захватив штурмом восточнопрусский населённый пункт Едвобне, уничтожила до трёхсот гитлеровцев и шестнадцать попали в плен. К 11:00 тех же суток выбила противника из соседнего населённого пункта Стависки. 24 января 1944 года освобождает город Бяла-Писка. К 26 января 1945 года через Иоханнисбург вышла на оборонительный рубеж Мазурских озёр. 27 января 1945 года занимает Руцяне-Нида.

### Бои в Восточной Пруссии. Взятие Кёнигсберга
В составе 50-й армии была перегруппирована севернее Кёнигсберга и в ходе штурма Кёнигсберга наносила удар по городу с северо-запада. Дивизия перешла в наступление ещё до начала общего наступления на город. 5 апреля 1945 года форсировала противотанковый ров в 300 метрах восточнее форта № 5. Через ров дивизией были оборудованы два колейных моста для переправы танков.
307-я дивизия двигалась с юго-восточной окраины Зидлунга (Чкаловск) в юго-восточном направлении. В зоне её интенсивных схваток оказались кварталы городского района Трагхаймер, а также парки и жилые массивы, вплотную прилегающие к озеру Обертайх (нем. Oberteich, ныне — Верхний пруд). Уже к первому дню штурма части дивизии завязали бои на окраинах города, преодолев многочисленные укрепления. Первым во время Восточно-Прусской операции был захвачен нашими войсками форт № 9 Дер Дона (нем. Der Donna). 1019-й стрелковый полк 307 дивизии атаковал передний край немцев вдоль железной дороги между фортами № 4 и № 5. К концу первого дня штурма, полк продвинулся на 2—3 километра и завязал бой за крайние дома на северо-западной окраине Кенигсберга. Мощные форты, блокированные подразделениями, остались позади. Бой за их уничтожение вели специально выделенные штурмовые отряды. 7 апреля 1945 года полк уже вёл бой за железнодорожную станцию в районе города Кведнау (нем. Quednau), которая теперь называется Кутузово-Новое.
Командующий 50-й армией генерал-лейтенант Ф. П. Озеров вспоминал:
Боевой день 8 апреля был особенно жестоким. Гитлеровцы приложили немало усилий для того, чтобы остановить наше наступление и вернуть утраченное положение… В тяжёлых боях на левом фланге 81-го стрелкового корпуса продвигалась 307-я стрелковая дивизия. Её штурмовые отряды преодолели упорное сопротивление захватчиков в густозастроенных кварталах города.
9 апреля 1945 года они были уже в центре города — на Штрассе дер С. А. (нем. Strasse der S.A.), в двух шагах от Королевских ворот и нескольких сотнях метров от форта Дер Дона (нем. Der Donna). В 21 час комендант крепости Кёнигсберг генерал Ляш (нем. Otto von Lasch) отдал приказ о капитуляции. Там дивизия закончила боевые действия.
За период боевых действий свыше 16 тыс. солдат и офицеров дивизии награждены орденами и медалями.
За время боев с 22.08.1941 и до конца войны 307 сд нанесла противнику огромные потери. Было убито и ранено свыше 38 тыс., около 10 тыс. фашистов взято в плен.
За время войны только в безвозвратных и санитарных потерях 307-й стрелковой дивизии числятся 48 221 человек.
Расформирована 307 стрелковая дивизия в июле 1946 года.

## Полное название
307-я стрелковая Новозыбковская Краснознамённая орденов Суворова и Кутузова дивизия

## Состав
- 1019-й стрелковый полк. Командиры: п/п Цуканов А. Ф.
- 1021-й стрелковый полк. Командиры: п/п Горбунов И. Ф.
- 1023-й стрелковый полк. Командиры: полковник Шеверножук Е. Е., Мельников И. Ф.
- 837-й артиллерийский полк. Командиры: подполковник Капленко П. М., п/п Подшивалов Н. В.[2]
- 365-й отдельный истребительно-противотанковый дивизион
- 384-я отдельная разведывательная рота
- 580-й отдельный сапёрный батальон
- 733-й отдельный батальон связи (70-я отдельная рота связи). Командир капитан Авксентьев Д. С.
- 301-й отдельный медико-санитарный батальон
- 366-я отдельная рота химической защиты
- 456-я автотранспортная рота (756-й автотранспортный батальон)
- 438-я (439-я) полевая хлебопекарня. Начальник — ст. лейтенант Беленький М. Г.
- 698-й дивизионный ветеринарный лазарет
- 947-я полевая почтовая станция
- 813-я полевая касса Государственного банка
- Отдельный учебный батальон связи 307 сд
- Отдельный учебный батальон 307 сд
- 187 отдельная штрафная рота 307 сд
- Редакция газеты «За Родину!» 307 сд
- Клуб 307 сд. Начальник — капитан Сафронов.
- Отдел контрразведки НКО «Смерш» по 307 сд. Старший оперуполномоченный — капитан Гривцов Н. В.
- Особый отдел НКВД 307 сд. Начальники: майор Гуськов А. М.,
- Военный трибунал 307 сд
- Комендантский взвод 307 сд

## Подчинение
| Дата            | Фронт (округ)            | Армия              | Корпус                                        | Примечания                                   |
| --------------- | ------------------------ | ------------------ | --------------------------------------------- | -------------------------------------------- |
| 01.08.1941 года | Московский военный округ | с 18.08 50-я армия | с 19.08-1941 г. 4-й воздушно-десантный корпус | -                                            |
| 01.09.1941 года | Брянский фронт           | 13-я армия         | 45-й стрелковый корпус                        | -                                            |
| 01.10.1941 года | Брянский фронт           | 13-я армия         | -                                             | -                                            |
| 01.11.1941 года | Брянский фронт           | 13-я армия         | -                                             | -                                            |
| 01.12.1941 года | Юго-Западный фронт       | 13-я армия         | -                                             | -                                            |
| 01.01.1942 года | Брянский фронт           | 13-я армия         | -                                             | -                                            |
| 01.02.1942 года | Брянский фронт           | 13-я армия         | -                                             | -                                            |
| 01.03.1942 года | Брянский фронт           | 13-я армия         | -                                             | -                                            |
| 01.04.1942 года | Брянский фронт           | 13-я армия         | -                                             | -                                            |
| 01.05.1942 года | Брянский фронт           | 13-я армия         | -                                             | -                                            |
| 01.06.1942 года | Брянский фронт           | 13-я армия         | -                                             | -                                            |
| 01.07.1942 года | Брянский фронт           | 13-я армия         | -                                             | -                                            |
| 01.08.1942 года | Брянский фронт           | 13-я армия         | -                                             | -                                            |
| 01.09.1942 года | Брянский фронт           | 13-я армия         | -                                             | -                                            |
| 01.10.1942 года | Брянский фронт           | 13-я армия         | -                                             | -                                            |
| 01.11.1942 года | Брянский фронт           | 13-я армия         | -                                             | -                                            |
| 01.12.1942 года | Брянский фронт           | 13-я армия         | -                                             | -                                            |
| 01.01.1943 года | Брянский фронт           | 13-я армия         | -                                             | -                                            |
| 01.02.1943 года | Брянский фронт           | 13-я армия         | -                                             | -                                            |
| 01.03.1943 года | Брянский фронт           | 13-я армия         | -                                             | -                                            |
| 01.04.1943 года | Центральный фронт        | 13-я армия         | -                                             | -                                            |
| 01.05.1943 года | Центральный фронт        | 13-я армия         | -                                             | -                                            |
| 01.06.1943 года | Центральный фронт        | 13-я армия         | -                                             | -                                            |
| 01.07.1943 года | Центральный фронт        | 13-я армия         | 29-й стрелковый корпус                        | -                                            |
| 01.08.1943 года | Центральный фронт        | 70-я армия         | 29-й стрелковый корпус                        | -                                            |
| 01.09.1943 года | Центральный фронт        | 48-я армия         | 42-й стрелковый корпус                        | -                                            |
| 01.10.1943 года | Центральный фронт        | 48-я армия         | 42-й стрелковый корпус                        | -                                            |
| 01.11.1943 года | Белорусский фронт        | 48-я армия         | 42-й стрелковый корпус                        | -                                            |
| 01.12.1943 года | Белорусский фронт        | 48-я армия         | -                                             | -                                            |
| 01.01.1944 года | Белорусский фронт        | 48-я армия         | 29-й стрелковый корпус                        | -                                            |
| 01.02.1944 года | Белорусский фронт        | 48-я армия         | 29-й стрелковый корпус                        | -                                            |
| 01.03.1944 года | 1-й Белорусский фронт    | 48-я армия         | 25-й стрелковый корпус                        | -                                            |
| 01.04.1944 года | 1-й Белорусский фронт    | 50-я армия         | 19-й стрелковый корпус                        | (05-23.04.1944 — в составе Западного фронта) |
| 01.05.1944 года | 2-й Белорусский фронт    | 50-я армия         | -                                             | -                                            |
| 01.06.1944 года | 2-й Белорусский фронт    | 50-я армия         | -                                             | -                                            |
| 01.07.1944 года | 2-й Белорусский фронт    | 50-я армия         | -                                             | -                                            |
| 01.08.1944 года | 2-й Белорусский фронт    | 50-я армия         | 81-й стрелковый корпус                        | -                                            |
| 01.09.1944 года | 2-й Белорусский фронт    | 50-я армия         | -                                             | -                                            |
| 01.10.1944 года | 2-й Белорусский фронт    | 50-я армия         | -                                             | -                                            |
| 01.11.1944 года | 2-й Белорусский фронт    | 50-я армия         | 81-й стрелковый корпус                        | -                                            |
| 01.12.1944 года | 2-й Белорусский фронт    | 50-я армия         | 81-й стрелковый корпус                        | -                                            |
| 01.01.1945 года | 2-й Белорусский фронт    | 50-я армия         | -                                             | -                                            |
| 01.02.1945 года | 2-й Белорусский фронт    | 50-я армия         | 81-й стрелковый корпус                        | -                                            |
| 01.03.1945 года | 3-й Белорусский фронт    | 50-я армия         | 81-й стрелковый корпус                        | -                                            |
| 01.04.1945 года | 3-й Белорусский фронт    | 50-я армия         | 81-й стрелковый корпус                        | -                                            |
| 01.05.1945 года | 3-й Белорусский фронт    | 50-я армия         | 81-й стрелковый корпус                        | -                                            |

## Командование

### Командиры
- Терентьев, Василий Григорьевич (12.07.1941 — 04.11.1941), полковник;
- Лазько, Григорий Семёнович (05.11.1941 — 28.06.1943), полковник, с 22.02.1943 генерал-майор;
- Шехтман, Зиновий Самойлович (29.06.1943 — 01.07.1943), полковник;
- Еншин, Михаил Александрович (02.07.1943 — 22.06.1944), генерал-майор;
- Далматов, Василий Никитич (23.06.1944 — 09.05.1945), генерал-майор.

### Заместители командира
- Шехтман, Зиновий Самойлович (??.05.1943 — 28.06.1943), полковник;
- Шехтман, Зиновий Самойлович (03.07.1943 — ??.01.1944), полковник;

## Награды и наименования
| Награда (наименование)                 | Дата                                                              | За что награждена |
| -------------------------------------- | ----------------------------------------------------------------- | --- |
| Почётное наименование «Новозыбковская» | Приказ Верховного Главнокомандующего СССР № 29 от 02.10.1943 года | За отличие в боях за освобождение г. Новозыбкова. |
| Орден Красного Знамени                 | Указ Президиума Верховного Совета СССР от 5 апреля 1945 года      | За образцовое выполнение заданий командования в боях с немецкими захватчиками при овладении городами Ликк, Нойендорф, Биалла и проявленные при этом доблесть и мужество. |
| Орден Суворова II степени              | Указ Президиума Верховного Совета СССР от 1 сентября 1944 года    | За образцовое выполнение заданий командования в боях с немецкими захватчиками, за овладение городом и крепостью Осовец и проявленные при этом доблесть и мужество        |
| Орден Кутузова II степени              | Указ Президиума Верховного Совета СССР от 5 апреля 1945 года      | За образцовое выполнение заданий командования в боях с немецкими захватчиками при овладении городами Вормдитт, Мельзак и проявленные при этом доблесть и мужество.       |

Награды частей дивизии:
- 1019-й стрелковый ордена Кутузова[6] полк.
- 1021-й стрелковый Кёнигсбергский[7] полк.
- 1023-й стрелковый ордена Кутузова[6] полк.
- 837-й артиллерийский Кёнигсбергский[7] полк.
- 365-й отдельный истребительно-противотанковый ордена Александра Невского[6] дивизион
- 733-й отдельный ордена Красной Звезды[6] батальон связи .

## Воины дивизии
| Награда | Ф. И. О.                     | Должность                                             | Звание          | Дата награждения     | Примечания                                                                          |
| ------- | ---------------------------- | ----------------------------------------------------- | --------------- | -------------------- | ----------------------------------------------------------------------------------- |
|         | Зуев, Кузьма Андреевич       | командир орудия 1019-го стрелкового полка             | ефрейтор        | 07.08.1943           | 07.07.1943 г. на станции Поныри расчёт его орудия уничтожил 10 немецких танков.     |
|         | Студенников, Яков Степанович | пулемётчик 1019-го стрелкового полка                  | старший сержант | 07.08.1943           | 5-7.07.1943 г. на станции Поныри, оставшись один, раненый отражал атаки противника. |
|         | Кунавин, Григорий Павлович   | командир стрелкового взвода 1021-го стрелкового полка | ефрейтор        | 24.03.1945 посмертно | Погиб в бою 26.07.44 г., закрыв вражескую амбразуру.                                |

## Память
- Памятник воинам дивизии в городе Новозыбков
- Музей Боевой Славы 307 стрелковой дивизии школы № 4 города Новозыбкова.
- Музей Боевой Славы дивизии школы № 11 посёлка Чкаловск Калининградской области.
- Военно-исторический мемориальный музей 307-й стрелковой дивизии школы № 20 города Курска
- Братская могила воинов 307 стрелковой дивизии в посёлке Поныри в период Курской Битвы.
- Памятный знак рубежа 307 стрелковой дивизии в районе посёлка Поныри.
- Братская могила советских воинов в г. Ветка Гомельской области Белоруссии.
- Братская могила советских воинов в п. Старое Село Гомельской области Белоруссии.